# Shintaro Saito
Pour les articles homonymes, voir Saito.
Shintaro Saito (斎藤 慎太郎) (né le 21 avril 1993 à Nara) est un joueur professionnel japonais de shogi. Il a remporté le tournoi Oza en 2018.

## Biographie

### Premières années
Shintaro apprend les bases du shogi en lisant les livres de Yoshiharu Habu. Il entre au centre de formation de la fédération japonaise de shogi en 2004 sous la tutelle de Mamoru Hatakeyama,.
Il intègre la ligue des 3-dans, dont les premiers classés se voient octroyer le statut de joueur professionnel, en 2006 ; il lui faut cependant 6 ans pour s'y classer assez haut pour enfin devenir professionnel,,.

### Carrière au shogi
Saito participe pour la première fois à une finale de titre majeur en 2017 lorsqu'il échoue par 3 victoires à 1 à s'emparer du Kisei face à Yoshiharu Habu.
En 2011 et 2012, il remporte le Tsumeshogi Kaito Senshuken (ja), important concours de résolution de tsume shogi; il figure aussi sur le podium en 2009 et 2019.
En 2018, Saito se qualifie pour la 66e édition du Oza contre Taichi Nakamura. Il remporte le match par 3 victoires à 2,. Il perd son titre l'année suivante contre Takuya Nagase.
En 2020 et 2021 Shintaro Saito remporte les deux éditions successives du Jub-i Sen, le tournoi de sélection du challenger du Meijin en titre, mais s'incline lors des deux finales contre Akira Watanabe par quatre défaites et une victoire,.

## Palmarès

### Titres majeurs
| Titre  | Victoires | Nombre de victoires | Finales perdues |
| ------ | --------- | ------------------- | --------------- |
| Meijin |           |                     | 2021, 2022      |
| Kisei  |           |                     | 2017            |
| Ōza    | 2018      | 1                   | 2019            |
| Eiō    |           |                     | 2024-25         |

### Classement annuel des gains en tournoi
Saito a figuré dans le Top 10 du classement annuel des joueurs de shogi remportant le plus de gains (ja) deux fois.
| Année | Montant gagné | Rang |
| ----- | ------------- | ---- |
| 2018  | 23 930 000 ¥  | 8e   |
| 2019  | 18 680 000 ¥  | 10e  |
| 2021  | 25 670 000 ¥  | 6e,  |